# Vizitatorii (serial din 1981)
Vizitatorii (titlul original: Návštěvníci) este un film serial pentru copii realizat de către Televiziunea din Cehoslovacia între anii 1981-1983. Serialul are un număr de 15 episoade și este interpretat în limba cehă.
Regizorul Jindrich Polák, scenaristul Ota Hofman și actorul Otto Šimánek (care joacă în filmul Vizitatorii rolul directorului de școală) mai colaboraseră și la serialul TV de succes Pan Tau. Filmul Vizitatorii a fost realizat între anii 1981-1983 ca o coproducție între Televiziunea din Cehoslovacia și televiziuni din Franța, Elveția și Republica Federală Germania. Serialul a rulat cu mare succes la telespectatori la Televiziunea din Republica Democrată Germană, având titlul de Expediția Adam '84. Muzica filmului a fost scrisă de compozitorul ceh Karel Svoboda, care era printre altele și autorul muzicii de la filmul serial ceh Létající Čestmír.

## Rezumat
Vezi și Episoadele filmului Vizitatorii
În anul 2484, planeta Pământ este amenințată de pericolul ca o cometă să-și schimbe traiectoria în mod fatal. Soluția de salvare a Terrei este surprinzătoare: Adam Bernau, marele geniu ceh al secolului al XX-lea, a descoperit cu 500 ani în urmă o formulă matematică ingenioasă de translare a continentelor și chiar a lumii întregi. Din nefericire, această descoperire a făcut-o la vârsta de 11 ani, iar caietul său de exerciții conținând formula miraculoasă a fost distrus de foc la scurt timp. Dar acest lucru reprezintă o provocare pentru academicianul Rudolph Filip care decide trimiterea unei expediții înapoi în timp cu 500 ani pentru a salva din foc prețiosul caiet de exerciții al savantului Adam Bernau. 
Cu ajutorul unei mașini a timpului care a fost construită într-un autoturism Lada Niva, pentru a nu trezi suspiciuni locuitorilor din acele vremuri, o echipă de patru persoane (condusă personal de către academicianul Filip) este transportată în timp pentru a recupera de la distrugere caietul. Dar toate încercările de recuperare a caietului se dovedesc a fi cu mult mai grele decât par la prima vedere...

## Personaje
- Adam Bernau (n. 22 mai 1973, Kamenice; d. în jurul anului 2034). Este un savant ceh, laureat al Premiului Nobel și Doctor Honoris Causa a 5 universități. El a descoperit la vârsta de 11 ani o formulă ingenioasă de translare a continentelor și chiar a lumii întregi. Din nefericire, această descoperire a făcut-o la vârsta de 11 ani, iar caietul său de exerciții conținând formula miraculoasă a fost distrus de foc. Este la momentul în care se petrece acțiunea un copil obraznic, care nu este pasionat de fizică și nu pare să fie savantul pe care-l căutau vizitatorii.

- Rudolph Filip este un academician din secolul al XXV-lea. În versiunea germană se numește Rudolph Filip, pe când în versiunea cehă se numește Jan Filip. El sugerează Creierului central al Omenirii ideea că numai călătoria în timp ar putea salva umanitatea de la dezastru. El este profesor universitar de fizică și unul dintre adepții gândirii lui Adam Bernau. Nu se cunoaște anul nașterii sale, dar este mai în vârstă decât ceilalți membri ai expediției.

- Emil Karas (n. 2449, Přestavlky bei Beroun) este pilotul mașinii timpului. Lucrează în viitor ca tehnician la Muzeul Trecutului și este pasionat de mijloacele de locomoție din secolele XX-XXI. El se adaptează cel mai bine noilor vremuri și descoperă plăcerea de a trăi într-o lume nerobotizată. Acestea îl aduc în conflict cu profesorul Filip. Este căsătorit și are trei copii.

- Michael Noll (n. 2456, Benátky nad Jizerou) este de profesie medic epidemiolog, specializat în bolile din trecut. El a reușit reactivarea difteriei, boală care dispăruse cu timpul, pentru care a primit Premiul Pasteur.

- Kátharina Jandová (n. 2461 sau 2462) este o zoolingvistă și specialistă în istorie. Anul 2484 o surprinde în mijlocul oceanului unde studiază limbajul de comunicare folosit de delfini. Este asistenta profesorului Filip și o critică a expediției. Se îndrăgostește însă în timpul expediției și își revizuiește părerea.

- Alois Drahoslav Drchlík (n. 1 aprilie 1914, Vrbova Lhota; d. 1984). A fost timp de doi ani responsabil cu toaletele la Universitatea Carolină din Praga. Repară tot ce îi cade în mână și este cel care l-a învățat pe Adam Bernau mai mult decât toți profesorii. Teoria care stătea la baza operei științifice a lui Bernau a fost elaborată de el. Este transportat în viitor de către vizitatori și readus la viață.

## Distribuție
În rolurile principale din film interpretează: 
- Josef Bláha          - Jan Richard (academicianul Rudolph Filip)
- Josef Dvorák         - Emil Karas (Leo Kane)
- Jirí Novotny         - Michal Noll (dr. Jacques Michell)
- Dagmar Patrasová     - Kátharina Jandová (Emilia Fernandez)
- Vlastimil Brodský    - Alois Drahoslav Drchlík
- Viktor Král          - Adam Bernau
- Dagmar Veskrnová     - Alice Bernauová
- Eugen Jegorov        - Karel Bernau
- Klára Pollertová     - Ali Lábusová
- Jitka Molavcová      - menajera Heli Lenchen
- Jan Hartl            - reporterul Petr Malát
- Vladimír Menšík      - polițistul Vyskocil
- Jirí Lábus           - polițist
- Dana Bartúnková      - dr. Olga
- Jaroslav Rozsíval    - dr. Kraser (liderul mișcării)